# Filip Oršula
Filip Oršula (* 25. Februar 1993 in Sebedražie) ist ein slowakischer Fußballspieler, der bei Dinamo Tiflis unter Vertrag steht.

## Karriere
Filip Oršula begann seine Karriere in der Slowakei. 2008 ging er nach England zu Manchester City. 2010 zog er weiter zum FC Twente Enschede. 2012 wechselte er zurück nach England zu Wigan Athletic. Für Wigan spielte er jedoch nur im League Cup. 2013 wechselte er in die deutsche 3. Liga zum MSV Duisburg, wo er einen Zweijahresvertrag erhielt. Im Februar 2014 wurde sein Vertrag wieder aufgelöst und er kehrte in seine slowakische Heimat, zum TJ Spartak Myjava, zurück. Bereits kurze Zeit später unterschrieb er einen Vertrag beim ŠK Slovan Bratislava.